# Jay Smith (Sänger)

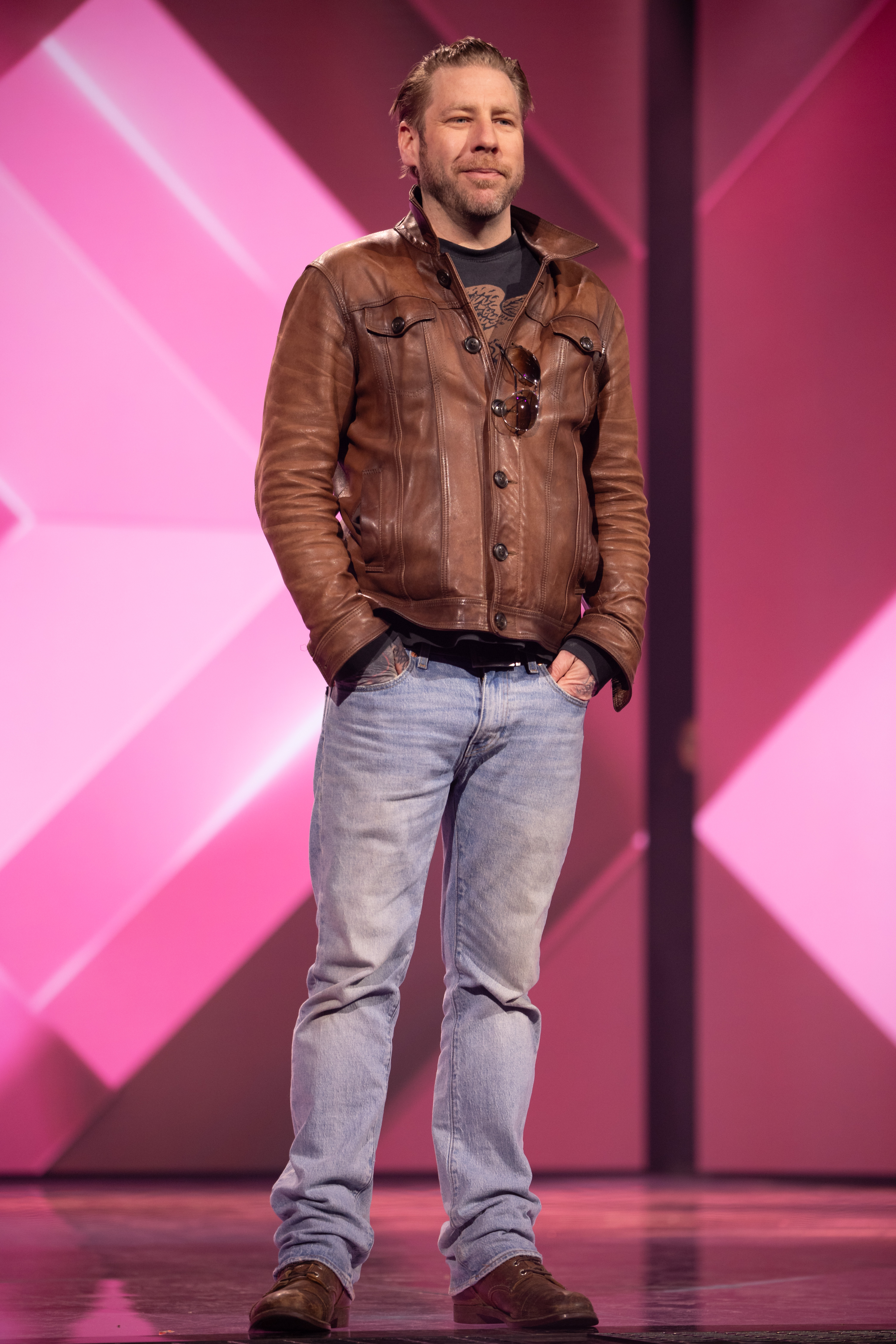
Jay Smith, 2024

Jay Smith (* 29. April 1981 in Helsingborg, Schweden) ist ein schwedischer Sänger und Gitarrist. Er gewann 2010 die schwedische Castingshow Idol vor Minnah Karlsson und Olle Hedberg. Außerdem ist er Mitglied der Band Von Benzo.

## Karriere

### Anfänge
Erste Aufmerksamkeit erregte Smith mit seiner Teilnahme am Swedish Idol im Jahr 2010, den er auch für sich entscheiden konnte. Der Helsingborger gewann im Finale gegen Minnah Karlsson und Olle Hedberg. Im Verlauf der Show, so gab er bekannt, habe er vor laufender Kamera Marihuana konsumiert. Obwohl derweil Gerüchte um eine mögliche Drogentherapie und einen damit verbundenen Ausstieg Smiths laut wurden, ließ ihn der Fernsehsender TV 4 weiter in der Show singen für die Dauer des restlichen Wettbewerbs.
Seine Debütsingle Dreaming People veröffentlichte er unmittelbar nach dem Turnier, des Weiteren ist er auf den Kompilationsalben der 2010 ausgestrahlten Sendung mit dem Lied All I Need Is You vertreten.

### Erstes Album und Folgejahre
Mit seinem am 19. Dezember 2010 veröffentlichten Album Jay Smith landete der gleichnamige Musiker direkt auf Platz 1 der schwedischen Albumcharts. Trotz des großen Erfolgs waren die Folgejahre geprägt von Abstürzen und Drogenproblemen. Konsequenzen daraus waren unter anderem Ärger mit dem Gesetz, mediale Ablehnung und persönliche Versenkung.
2014 konnte sich Smith allerdings wieder zurückmelden. Er veröffentlichte über Sony Music sein zweites Album King of Man, das im Gegensatz zu seinem Debütalbum einen größeren Fokus auf Blues, Country, Grunge und Metal setzte.
Am 1. Dezember 2023 wurde er als Teilnehmer des Melodifestivalen 2024, dem schwedischen Vorentscheid für den Eurovision Song Contest vorgestellt. Er trat mit dem Lied Back to My Roots im fünften Halbfinale, am 2. März 2024 an und konnte sich über die ''Finalkvalet'' fürs Finale qualifizieren.

## Diskografie

### Alben
| Jahr | Titel     | Höchstplatzierung, Gesamtwochen, AuszeichnungChartsChartplatzierungen (Jahr, Titel, Platzierungen, Wochen, Auszeichnungen, Anmerkungen) | Anmerkungen                             |
| Jahr | Titel     | SE | Anmerkungen                             |
| ---- | --------- | --- | --------------------------------------- |
| 2010 | Jay Smith | SE1 (19 Wo.)SE | Erstveröffentlichung: 17. Dezember 2010 |

Weitere Alben
- 2013: King of Man
- 2019: Young Guns

### Singles
| Jahr | Titel Album               | Höchstplatzierung, Gesamtwochen, AuszeichnungChartsChartplatzierungen (Jahr, Titel, Album, Platzierungen, Wochen, Auszeichnungen, Anmerkungen) | Anmerkungen                                                          |
| Jahr | Titel Album               | SE | Anmerkungen                                                          |
| --- | ------------------------- | --- | -------------------------------------------------------------------- |
| 2010 | Black Jesus Jay Smith     | SE43 (7 Wo.)SE |                                                                      |
| 2010 | Dreaming People Jay Smith | SE3 (10 Wo.)SE |                                                                      |
| 2010 | Like a Prayer Jay Smith   | SE2 (18 Wo.)SE |                                                                      |
| 2024 | Back to My Roots –        | SE3 (11 Wo.)SE | Erstveröffentlichung: 2. März 2024 Beitrag zum Melodifestivalen 2024 |
| 2024 | Every Winter –            | SE100 (1 Wo.)SE | Erstveröffentlichung: 15. November 2024                              |
| Folgende Lieder erschienen nicht als Single, wurden aber durch das Album zum Download und Streaming bereitgestellt und konnten somit eine Platzierung erlangen: |                           | |                                                                      |
| |                           | |                                                                      |
| 2011 | Enter Sandman Jay Smith   | SE52 (3 Wo.)SE |                                                                      |
| 2011 | Bad Romance Jay Smith     | SE45 (3 Wo.)SE |                                                                      |

Weitere Singles
- 2013: King of Man
- 2013: Ode To Death (Little Sister)
- 2014: Keeps Me Alive
- 2015: God Damn You
- 2015: Neverneverland
- 2016: Out Of Life
- 2018: Ten Feet Off The Ground
- 2018: Roots
- 2018: Let My Heart Go
- 2018: My Everything
- 2019: Closing Time